# Yankee-klasse

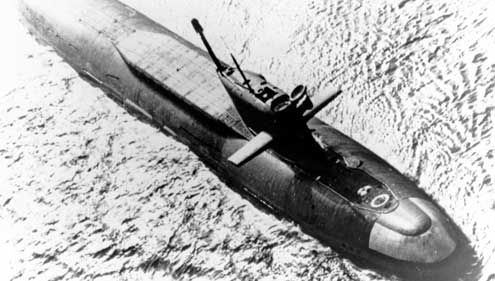
Een onderzeeër uit de Yankee-klasse.

De Yankee-klasse (Russisch: Подводные лодки проекта 667А «Навага») is de algemene NAVO-codenaam van een type atoomonderzeeër welke gebouwd werd door de Sovjet-Unie vanaf 1968. In de USSR waren ze bekend onder de naam Project 667. De 24 boten die gebouwd werden in Severodvinsk voor de Noordelijke Vloot stonden bekend als Navaga-klasse, naar de navaga vis, terwijl de andere 10, gebouwd in Komsomolsk-na-Amur voor de Pacifische Vloot bekendstonden als Nalim-klasse (kwabaal). Hoewel de K-137 Leninets het eerste Navaga schip was dat in dienst kwam, werden de klassen in de Sovjet-Unie niet vernoemd naar de eerste boot van de klasse. 

## Diensttijd
De Yankees waren de eerste klasse van Sovjet onderzeeërs die vergelijkbare ballistische raketten hadden als hun Amerikaanse tegenstanders. Yankee onderzeeërs waren stiller dan hun voorgangers, de Hotel-klasse (maar nog steeds lawaaiiger dan de NAVO subs) en hadden een betere hydrodynamica waardoor de prestaties onder water verbeterden. De boten waren bewapend met 16 ballistische raketten tijdens de Koude Oorlog, en dienden in de frontlinie van de Sovjets. In de jaren 70 waren tot drie Yankees permanent aan het patrouilleren ten oosten van Bermuda. Hun voorwaartse uitzending werd gezien als antwoord op de aanwezigheid van NAVO kernwapens in West-Europa.
Een van de boten uit de klasse, K-129, ging verloren op 6 oktober 1986 na een explosie en brand aan boord. De boot was in de buurt van Bermuda en werd tot zinken gebracht na pogingen hem weg te slepen. Vier bemanningsleden vonden de dood, voordat er redding kwam. Minstens een andere boot uit de klasse was betrokken bij een botsing met een Amerikaanse onderzeeër. Als gevolg van de SALT en START verdragen zijn de meeste boten van de Yankee-klasse uit dienst genomen of ontwapend. 

## Varianten
Er waren zeven verschillende versies van de Yankee onderzeeërs (waarvan de meeste uit dienst zijn):
- Yankee I (Project 667A): De basisconfiguratie, kwamen in dienst vanaf 1968; er werden er 34 van gebouwd. Ze hadden 16 SS-N-6 raketten mee, en 18 Type 35 torpedo's. Waren de eerste Sovjet ballistische onderzeeërs met de raketten in de romp in plaats van in de toren.
- Yankee II (Project 667AM/Navaga M-klasse): een enkel schip, dit was een Yankee I onderzeeër (K-140) omgebouwd voor het meenemen van 12 SS-N-17 raketten, die de eerste intercontinentale raketten waren met vastebrandstofmotor van de Sovjetmarine. Het bestaan van dit individuele prototype leidde tot vele speculaties over het waarom van slechts een enkele boot met zo'n uniek wapen. Een theorie was dat hij snel omgebouwd was voor een satellietlancering. Daarnaast werd geopperd dat de SS-N-17 geschikt was voor het vernietigen van een gehele vliegdekschipgroep.
- Yankee Notch (Project 667AT/Grosha-klasse): Deze omgebouwde onderzeeërs waren aanvalsonderzeeërs welke voor het eerst verschenen in 1983; zes Yankee I boten waren omgebouwd naar deze configuratie. Ze hadden een aangepast middendeel waarbij de ruimte van de raketten was omgebouwd voor het meenemen en lanceren van 40 extra torpedo's en ook SS-N-21 raketten. De voorste torpedobuizen werden ook behouden, waarbij er rapporten zijn dat ze ook 26,5 cm Type 65 torpedo's kunnen lanceren. Bij de ombouw groeide de lengte met 12 meter tot 141,5 m, met een waterverplaatsing van 11.500 ton onder water.
- Yankee Sidecar (Project 667AM/Andromeda-klasse): Ook wel bekend als Yankee SSGN, was het weer een één-schipsklasse (de K-420) omgebouwd tot kruisvluchtwapen onderzeeër. Het verscheen in 1983 met 12 SS-NX-24 kruisvluchtwapens met kernkoppen in plaats van de originele ballistische raketten. De SS-NX-24 was een experimenteel kruisvluchtwapen met een supersonische snelheid en twee kernkoppen. Het was bedoeld als strategisch wapen voor alle legeronderdelen en zou dus een andere rol hebben gespeeld dan de tactisch georiënteerde Oscar-klasse SSGN's uit dezelfde tijd. Uiteindelijk werd de raket niet in dienst genomen en werd de K-420 een wapensysteem zonder wapen. Hij had een waterverplaatsing van 13.650 ton onder water en was met 153 m langer dan de Yankee Notch, dit voor het onderbrengen van de enorme kruisvluchtwapens.
- Yankee SSN: Er werden er 16 omgebouwd vanuit de Yankee I configuratie. Een aantal werden niet geheel afgebouwd, en die kregen de naam  Yankee SSNX. Ze hielden alleen de voorste torpedobuizen met het centrale raketsysteem verwijderd. Een groot aantal zijn er gesloopt.
- Yankee Pod (Project 09774): De Pod, ook bekend als Yankee SSAN, is een omgebouwde testonderzeeër voor sonar uitrusting, met de naamgevende pod boven op het roer, zoals de Victor II-klasse. Het had ook andere sensorsystemen aan boord langs de toren.
- Yankee Stretch (Project 09780): De Yankee Stretch (K-411) conversie is een moederschip voor de Paltus-klasse mini-onderzeeërs. Hij heeft een lengte van 160 meter, en is daarmee de langste van de Yankee conversies. Evenals de Yankee Pod had hij geen raketten aan boord. Als missie wordt verondersteld dat het een combinatie was van oceanografisch onderzoek, search and rescue en inlichtingenvergaring.

## Specificaties (Yankee I)
- Lengte: 128 m
- Breedte: 11,7 m
- Diepgang: 9 m
- Waterverplaatsing: 7.760 ton boven water, 11.500 ton onder water
- Snelheid: 28 knopen
- Bemanning 114
- Aandrijving: 2 VM-4 drukwaterreactoren